# Marvel's Spider-Man
Marvel's Spider-Man és un videojoc d'acció i aventura basat en el popular superheroi homònim de Marvel Comics. Va ser desenvolupat per Insomniac Games i publicat per Sony Interactive Entertainment en exclusiva per a la consola PlayStation 4. Es tracta del primer videojoc llicenciat desenvolupat per Insomniac. El seu llançament internacional es va produir el 7 de setembre de 2018.
El joc narra una història completament original de Spider-Man que no està lligada a pel·lícules o còmics anteriors. Cobreix ambdós aspectes del personatge, tant de Peter Parker com el superheroi, a més de presentar-lo en una faceta més experimentada. Durant el transcurs de la història, Spider-Man ha de fer front a una gran varietat de famosos enemics, com ara Mr Negatiu, Electro, Voltor, Rhino i Escorpí. Un altre famós personatge dels còmics que apareix en el joc és Miles Morales, un jove que porta el vestit de l'Home Aranya en un dels universos on Peter Parker mor. No obstant, Insomniac va confirmar que Morales no personificaria el superheroi i que la història del joc se centraria únicament en Peter Parker. Stan Lee, un dels creadors del personatge, realitza un breu cameo en el videojoc.
El joc va ser rebut de forma molt positiva per part de la crítica especialitzada, al punt de ser considerat com un dels millors videojocs de superherois realitzats fins a la data. Els aspectes més elogiats van ser la seva jugabilitat, específicament el seu sistema de combat i el desplaçament amb les teranyines, a més del seu nivell gràfic, la història i la banda sonora. A nivell comercial va tenir un èxit rotund aconseguint vendre més de 13 milions de còpies. D'aquesta manera es va convertir en el joc de superherois que més ràpid s'ha venut i en un dels exclusius de PS4 amb més vendes.